# 서이숙
서이숙(1966년 12월 6일 (음력 10월 25일) ~ )은 대한민국의 배우이다.

## 생애
1966년 경기도 연천군에서 태어났다. 1989년 연극배우 첫 데뷔하였고 이듬해 1990년 뮤지컬 배우 데뷔한 그는 극단 미추 소속으로 연극 분야에서 주로 활동하였으며, 2010년 SBS 드라마 《제중원》으로 뒤늦게 브라운관에 데뷔하였다.

## 학력
- 전곡고등학교 졸업
- 중앙대학교 국악학과 학사 졸업
- 중앙대학교 대학원 한국음악학과 석사 졸업

## 출연작

### 드라마
- 1997년 MBC 일일시트콤 《남자 셋 여자 셋》 ... 안문숙의 이복언니 딸 정경숙 역
- 2010년 SBS 대하드라마 《제중원》 ... 명성황후 역
- 2011년 MBC 특별기획드라마 《짝패》 ... 큰년 역
- 2011년 JTBC 대하드라마 《인수대비》 ... 박 상궁 역
- 2012년 MBC 주말연속극 《신들의 만찬》 ... 노영심 역
- 2013년 KBS2 일일시트콤 《일말의 순정》 ... 마은희 역
- 2013년 JTBC 대하드라마 《궁중잔혹사 - 꽃들의 전쟁》 ... 설죽 역
- 2013년 MBC 수목드라마 《투윅스》 ... 순미의 어머니 역 (특별출연)
- 2013년 SBS 드라마스페셜 《상속자들》 ... 이효신 모 역
- 2013년 MBC 일일연속사극 《제왕의 딸 수백향》 ... 용구댁 역
- 2013년 JTBC 미니시리즈 《네 이웃의 아내》 ... 하성인 역
- 2013년 MBC 대하드라마 《기황후》 ... 서 상궁 역
- 2014년 SBS 드라마스페셜 《너희들은 포위됐다》 ... 강석순 역
- 2014년 KBS1 일일연속극 《고양이는 있다》 ... 홍순자 역
- 2014년 MBC 대하드라마 《야경꾼 일지》 ... 청수대비 역
- 2015년 tvN 금토드라마 《하트 투 하트》 ... 엄기춘 역
- 2015년 KBS2 수목드라마 《착하지 않은 여자들》 ... 나현애 역
- 2015년 SBS 추석특집 드라마 《나의 판타스틱한 장례식》 ... 영란 역
- 2015년 SBS 월화드라마 《육룡이 나르샤》 ... 묘상 역
- 2016년 MBC 주말연속극 《가화만사성》 ... 장경옥 역
- 2016년 KBS2 수목드라마 《마스터 - 국수의 신》 ... 설미자 역
- 2016년 KBS2 일일연속극 《다시, 첫사랑》 ... 김영숙 역
- 2017년 MBC 월화드라마 《역적 : 백성을 훔친 도적》 ... 참봉부인 박씨 역
- 2017년 MBC 주말특별기획 《도둑놈, 도둑님》 ... 홍미애 역
- 2017년 SBS 드라마스페셜 《다시 만난 세계》 ... 정정원의 어머니 역
- 2018년 KBS1 특집드라마 《조선미인별전》 ... 김마님 역
- 2018년 tvN 수목드라마 《마더》 ... 라여사 역
- 2018년 MBC 수목드라마 《내 뒤에 테리우스》 ... 권영실 역
- 2019년 KBS2 월화드라마 《동네변호사 조들호 2: 죄와 벌》 ... 신미숙 역
- 2019년 MBC 수목드라마 《더 뱅커》 ... 도정자 역
- 2019년 tvN 토일드라마 《호텔 델루나》 ... 마고신 역
- 2019년 MBC 수목드라마 《웰컴2라이프》 ... 신정혜 역 (특별출연)
- 2020년 SBS 월화드라마 《아무도 모른다》 ... 수정 모 역
- 2020년 JTBC 금토드라마 《부부의 세계》 ... 최 회장의 아내 역
- 2020년 KBS2 수목드라마 《도도솔솔라라솔》 ... 조윤실 역
- 2020년 tvN 토일드라마 《스타트업》 ... 윤선학 역
- 2022년 Disney+ 오리지널 드라마 《너와 나의 경찰수업》 ... 김순영 역
- 2022년 tvN 금토드라마 《별똥별》 ... 스타포스엔터테인먼트 소속 여배우 역 (특별출연)
- 2022년 tvN 토일드라마 《슈룹》 ... 윤 왕후 역
- 2023년 JTBC 수목드라마 《나쁜 엄마》 ... 박 씨 역
- 2023년 Netflix 오리지널 드라마 《퀸메이커》 … 손영심 역
- 2024년 MBC 금토드라마 《밤에 피는 꽃》 … 오난경 역
- 2024년 Disney+ 오리지널 드라마 《화인가 스캔들》 … 박미란 역
- 2025년 tvN 토일드라마 《폭군의 셰프》 … 인주대왕대비 역
- 2025년 SBS 금토드라마 《설국의 태양》... 조마리아 역

### 영화
- 1998년 《아름다운 시절》 ... 광주댁 역
- 2010년 《베스트셀러》 ... 원작자 딸 역
- 2011년 《고양이: 죽음을 보는 두 개의 눈》 ... 정신과 의사 역
- 2014년 《역린》 ... 고수애 역
- 2017년 《특별시민》 ... 변시장아내 역
- 2018년 《그날의 기억》 ... 희자 역
- 2021년 《최면》

### 방송
- 2020년 KBS1 《다큐 인사이트 - 신년기획 보일링 포인트 1부 - 역전된 세계 / 2부 - 비인간 지능이 던지는 질문 / 3부 - 새로운 10년, 가상 화폐의 도전》 - 내레이션
- 2020년 OLIVE 《밥블레스유 2》 - 10회
- 2020년 KBS2 《나는 아픈 개와 산다》
- 2020년 KBS2 《해피 투게더 4》 - 632회
- 2020년 KBS1 《다큐 인사이트 - 커버스토리 2020, 그 이후의 세계》 - 내레이션
- 2022년 JTBC 《뜨거운 씽어즈》
- 2022년 MBC 《황금어장 라디오스타》 - 771회
- 2023년 MBC 《심야괴담회》 - 75회

### 라디오 프로그램
- 2016년 EBS FM 《EBS 책 읽는 라디오 낭독 시리즈》

## 홍보대사
- 2014년 2014 대한민국 가을예술축제 홍보대사
- 2017년 연천군 홍보대사
- 2020년 제6회 서울시민연극제 홍보대사

## 수상
- 1986년 대한민국연극제 신인연기상
- 1988년 제4회 전국연극제 여자연기상
- 1989년 전국연극제 연기상
- 2003년 히서연극상 기대되는 연극인[2]
- 2004년 동아연극상 연기상[3]
- 2011년 김동훈 연극상[4]
- 2017년 MBC 연기대상 월화극 황금 연기상
- 2020년 제30회 이해랑연극상

## 여담
코로나19 관련 질환 역시 음성 판정을 받은 내력이 있으며, 허동원과 직접 접촉하게 된 것으로 드러나고 있다.